# 帕皮雷迪帕蒂
帕皮雷迪帕蒂（Pappireddipatti），是印度泰米尔纳德邦Dharmapuri县的一个城镇。总人口8591（2001年）。

## 人口
该地2001年总人口8591人，其中男性4413人，女性4178人；0—6岁人口922人，其中男517人，女405人；识字率65.73%，其中男性为73.83%，女性为57.18%。